# Fiat 6 HP
La FIAT 6/8 HP, aussi simplement appelée FIAT 6 HP, est une automobile étroitement dérivée du premier modèle de la toute jeune société turinoise F.I.A.T, la 3½ HP.
Elle en garde la disposition des organes mécaniques mais, son châssis de plus grandes dimensions, est entièrement nouveau. Conçue par l'ingénieur Aristide Faccioli, c'est la première voiture produite à inaugurer la toute récente usine de Corso Dante à Turin. La production ne concerne en réalité que le châssis puisque, à cette époque, toutes les carrosseries étaient confiées, par chaque client, à une entreprise spécialisée extérieure de son choix. De plus, même les pneumatiques étaient vendus séparément.
Comme la FIAT 3 ½ HP, la 6/8 HP était mue par un moteur FIAT type 6 HP, 2 cylindres (83x100 mm) en ligne horizontaux d'une cylindrée de 1 082 cm3 cm³ développant 10 HP à 800 tr/min. Équipée d'une boîte de vitesses à trois rapports avant, elle inaugurait la marche arrière, dispositif nouveau pour une automobile. De même, les clients pouvaient choisir entre une commande de direction en demi lune ou un volant.
Au total, 21 exemplaires de base ont été fabriqués plus 3 en version Course.

## La FIAT 6/8 HP Corsa
En 1900, FIAT a présenté une très curieuse version course de la 6 HP car la boîte de vitesses a été supprimée, pour gagner du poids mais aussi pour augmenter le rendement de la transmission. C'est la première voiture FIAT de compétition. 3 exemplaires de ce modèle ont été construits. Avec cette voiture, Vincenzo Lancia a gagné la course Turin-Asti-Turin en avril 1900 et la très difficile course, longue de 223 km, Padoue-Vicence-Bassano del Grappa-Trévise-Padoue le 1re juillet de la même année à la moyenne de 59,600 km/h,. Le vainqueur de cette course, sur une FIAT 6 HP Corsa n'était autre que Vincenzo Lancia, le jeune Felice Nazzaro est arrivé quatrième. Vincenzo Lancia fondera la société Lancia, Felice Nazzaro restera pilote de course avec de nombreuses victoires à son actif.